# Leskea catenulata
Leskea catenulata là một loài Rêu trong họ Leskeaceae. Loài này được (Brid. ex Schrad.) Mitt. mô tả khoa học đầu tiên năm 1879.